# Hernani (Philippines)
Pour les articles homonymes, voir Hernani (homonymie).
Hernani est une localité de la province du Samar oriental, aux Philippines. En 2015, elle compte 8 573 habitants.